# Décès en mai 1996
Décès
- 1992
- 1993
- 1994
- 1995
- 1996
- 1997
- 1998
- 1999
- 2000

Pour une information complémentaire, voir la page d'aide.

| Date    | Nom                                      | Activités                                                                                | Âge | Source |
| ------- | ---------------------------------------- | ---------------------------------------------------------------------------------------- | --- | ------ |
| 1er mai | Luana Patten                             | actrice américaine                                                                       | 57  |        |
| 1er mai | David Kennedy                            | politicien américain. Ancien Secrétaire du Trésor                                        | 90  |        |
| 1er mai | Billy Byers                              | tromboniste et chef d’orchestre américain                                                | 69  |        |
| 1er mai | Herbert Brownell Jr.                     | procureur général des États-Unis sous Dwight Eisenhower de 1953 à 1957                   | 92  |        |
| 1er mai | Lionel Boulet                            | ingénieur québécois                                                                      | ?   |        |
| 2 mai   | Émile Habibi                             | écrivain palestinien                                                                     | 73  |        |
| 2 mai   | François Chalais                         | journaliste et chroniqueur de cinéma français                                            | ?   |        |
| 2 mai   | Christopher Bird (de)                    | naturaliste canadien                                                                     | 68  |        |
| 2 mai   | Richard Barnabé                          | chauffeur de taxi québécois                                                              | 41  |        |
| 3 mai   | Jack Weston                              | acteur américain                                                                         | 71  |        |
| 3 mai   | Michel Mathieu                           | ophtalmologiste québécois                                                                | 77  |        |
| 3 mai   | Hermann Kesten                           | écrivain allemand                                                                        | 96  |        |
| 3 mai   | Tim Gullikson                            | joueur de tennis américain                                                               | 44  |        |
| 3 mai   | Yves Gendron                             | ingénieur de son québécois                                                               | ?   |        |
| 3 mai   | Guy Bourdon                              | journaliste québécois                                                                    | ?   |        |
| 4 mai   | Mohamed Hardi                            | politicien algérien                                                                      | 53  |        |
| 4 mai   | Jean Crépin                              | général et diplomate français                                                            | 87  |        |
| 5 mai   | Roy Stevens                              | catcheur américain                                                                       | 60  |        |
| 5 mai   | Arturo Sosa                              | économiste et banquier vénézuélien                                                       | 72  |        |
| 5 mai   | Gilles Rochette                          | acteur et scénariste québécois                                                           | 65  |        |
| 5 mai   | Spyros Argiris                           | chef d’orchestre grec                                                                    | 47  |        |
| 5 mai   | Ai Qing                                  | poète chinois                                                                            | 86  |        |
| 6 mai   | Danielle Thibault                        | journaliste québécoise                                                                   | ?   |        |
| 6 mai   | Mgr Léon-Joseph Suenens                  | cardinal belge                                                                           | 92  |        |
| 6 mai   | Edward H. Love                           | animateur américain. Oscar en 1931.                                                      | 85  |        |
| 7 mai   | Albert Meltzer                           | anarchiste britannique                                                                   | 76  |        |
| 7 mai   | Jacques Schuffenecker                    | peintre et dessinateur français                                                          | 54  |        |
| 8 mai   | Garth Williams                           | illustrateur américain                                                                   | 84  |        |
| 8 mai   | Celedonio Romero                         | compositeur espagnol                                                                     | 92  |        |
| 8 mai   | Larry Levis (en)                         | poète américain                                                                          | 49  |        |
| 8 mai   | Robert Le Béal                           | acteur français                                                                          | 83  |        |
| 8 mai   | Luis Miguel Dominguin                    | matador espagnol                                                                         | 70  |        |
| 8 mai   | William Copley                           | peintre, collectionneur et mécène américain                                              | ?   |        |
| 9 mai   | Calvin Augustine Hoffman Waller (en)     | officier de l’armée américain                                                            | 58  |        |
| 9 mai   | Helen Kreis                              | funambule américaine                                                                     | 85  |        |
| 9 mai   | Lu Dingyi (en)                           | ancien vice-premier ministre chinois                                                     | ?   |        |
| 10 mai  | Pierre Moreau                            | prêtre français                                                                          | ?   |        |
| 10 mai  | Thérèse Leclerc de Hautecloque           | veuve du maréchal Leclec                                                                 | 93  |        |
| 10 mai  | Jean Lamude                              | architecte français                                                                      | 42  |        |
| 11 mai  | Candalyn Kubeck (en)                     | pilote américaine                                                                        | ?   |        |
| 11 mai  | Pierre Debizet                           | fonctionnaire français                                                                   | ?   |        |
| 11 mai  | Nmandi Azikiwe                           | premier président du Nigéria de 1963 à 1966.                                             | 91  |        |
| 12 mai  | Jack R. Osborn                           | joueur américain de cricket                                                              | ?   |        |
| 14 mai  | Edward John Gurney                       | politicien américain. Représentant républicain de la Floride de 1963 à 1969.             | 82  |        |
| 14 mai  | Vera Chapman (de)                        | écrivain britannique                                                                     | 98  |        |
| 15 mai  | Nordine Ben Ali                          | joueur puis entraineur de football français                                              | 76  |        |
| 15 mai  | Claus Bremer                             | éditeur et poète allemand                                                                | ?   |        |
| 16 mai  | Jeremy M. Boorda (en)                    | amiral américain.                                                                        | 57  |        |
| 17 mai  | Johnny « Guitar » Watson                 | guitariste et chanteur de blues américaine                                               | 61  |        |
| 17 mai  | Scott Brayton                            | coureur automobile américain                                                             | 37  |        |
| 17 mai  | Alex Borguet                             | femme politique belge                                                                    | 91  |        |
| 18 mai  | Kevin Gilbert                            | parolier américain. Auteur de la chanson « All I Wanna Do » popularisé par Sheryl Crow   | 29  |        |
| 18 mai  | Djordje Djukic                           | général serbe                                                                            | 62  |        |
| 19 mai  | Xavier Gauthier                          | journaliste français                                                                     | ?   |        |
| 19 mai  | John Berardino (en)                      | acteur américain                                                                         | 79  |        |
| 20 mai  | Willi Daume (de)                         | administrateur et promoteur de sports allemand                                           | 82  |        |
| 20 mai  | Jean-Jacques Delbo                       | acteur français                                                                          | 85  |        |
| 20 mai  | Dean Harens                              | acteur américain                                                                         | 75  |        |
| 20 mai  | Jon Pertwee                              | acteur britannique, troisième comédien à interpréter le « Dr Who » dans la série éponyme | 77  |        |
| 21 mai  | Lash La Rue                              | acteur américain                                                                         | 78  |        |
| 21 mai  | Reine France                             | actrice québécoise                                                                       | 69  |        |
| 21 mai  | Raffaele Di Paco                         | coureur cycliste italien                                                                 | 87  |        |
| 22 mai  | Aldo Martinez                            | guitariste et bassiste français                                                          | ?   |        |
| 22 mai  | Seymour Knox (en)                        | président des Sabres de Buffalo.                                                         | 70  |        |
| 23 mai  | Jean Pouilloux                           | helléniste français                                                                      | 77  |        |
| 23 mai  | Bernhard Klodt                           | footballeur allemand                                                                     | 69  |        |
| 23 mai  | Dorothy Hyson (en)                       | actrice américaine                                                                       | 81  |        |
| 23 mai  | Patrick Cargill                          | acteur britannique                                                                       | 77  |        |
| 24 mai  | Joseph Mitchell                          | journaliste américain                                                                    | 87  |        |
| 24 mai  | Alexander Langsdorf Jr. (en)             | physicien américain                                                                      | ?   |        |
| 24 mai  | Jacob Druckman                           | compositeur américain                                                                    | 67  |        |
| 24 mai  | Thomas Connolly (gymnast)Thomas Connolly | gymnaste américain                                                                       | 86  |        |
| 25 mai  | Barney Wilen                             | saxophoniste et compositeur de jazz français                                             | 59  |        |
| 25 mai  | Paul Soppo Priso                         | industriel, homme d'affaires et homme politique camerounais                              | 82  |        |
| 25 mai  | Gerardo Rueda (es)                       | peintre et sculpteur espagnol                                                            | ?   |        |
| 25 mai  | Bradley Nowell                           | chanteur américain du groupe punk rock Sublime.                                          | 28  |        |
| 25 mai  | Guy Mazeline                             | écrivain français                                                                        | ?   |        |
| 25 mai  | John Glanville Morrison                  | politicien britannique. Ancien ministre.                                                 | 89  |        |
| 25 mai  | Kronid Lioubarski (en)                   | dissident soviétique                                                                     | 76  |        |
| 25 mai  | Renzo De Felice                          | historien italien du fascisme                                                            | ?   |        |
| 26 mai  | Mike Sharperson (en)                     | joueur de baseball américain                                                             | 34  |        |
| 26 mai  | Edmond Gerrer                            | politicien français                                                                      | ?   |        |
| 27 mai  | Robert Cohn                              | producteur américain                                                                     | 75  |        |
| 27 mai  | Howard Chapnik                           | photographe américain                                                                    | ?   |        |
| 28 mai  | Reza Mazlouman                           | politicien iranien.                                                                      | ?   |        |
| 29 mai  | Marie-Antoinette de la Trinité           | religieuse française                                                                     | 76  |        |
| 29 mai  | Tamara Toumanova                         | ballerine russe                                                                          | 77  |        |
| 29 mai  | Jeremy Sinden (en)                       | acteur britannique                                                                       | 45  |        |
| 29 mai  | Antonín Mrkos                            | astronome tchèque                                                                        | 78  |        |
| 29 mai  | John R. Kane (en)                        | pilote américain                                                                         | 89  |        |
| 29 mai  | Jean Bénard                              | politicien et sénateur français                                                          | ?   |        |
| 30 mai  | Natividad Vacio                          | acteur américain                                                                         | 84  |        |
| 30 mai  | François Genoud                          | banquier suisse.                                                                         | ?   |        |
| 30 mai  | Mgr Léon-Étienne Duval                   | cardinal français                                                                        | 93  |        |
| 31 mai  | Neelam Sanjiva Reddy                     | président de l'Inde de 1977 à 1982.                                                      | 83  |        |
| 31 mai  | Timothy Leary                            | apôtre américain du LSD                                                                  | 75  |        |
| 31 mai  | Elsbeary Hobbs                           | chanteur américain des Drifters                                                          | 59  |        |